# Gaučo
Gaučo (šp. Gaucho, port. Gaúcho) je naziv koji se često koristi za stanovnika pampa u Južnoj Americi. Područje u kojima žive gaučosi su delovi Argentine, Urugvaja, nekih regiona u Čileu i u državi Rio Grandi du Sul u južnom Brazilu.
Pojam „Gaučo“ je sličan pojmu „kauboj“ u Severnoj Americi. Sličnost se sastoji u tome što im je zanimanje isto - stočarstvo - te i jedni i drugi imaju sličan, donekle nomadski način života.
Jedna od bitnijih razlika je što su kauboji po pravilu bili belci tj. evropskog porekla dok su gaučosi mahom bili potomci lokalnog stanovništva ili su pak bili mešanog porekla. Bilo je i gaučosa čisto evropskog porekla ali oni su bili relativno retki

## Oprema i oblačenje
Tipična odeća Gaučosa se sastojala od ponča (koji se koristio za sedlanje konja i za spavanje) i širokih pantalona zvanih bombačas. Pantalone su se prvobitno uvozile iz Turske. Sastavni deo opreme Gaučosa je bio i Boladoras, laso sa, uglavnom kuglama na kraju. Ne postoji jedinstveni dizajn boladorasa. Neki imaju samo jednu ili dve kugle, a neki čak do osam. Najčešće se ipak koriste oni sa manje kugli (dve ili tri). Boladoras su najverovatnije koristili stanovnici Latinske Amerike znatno pre dolaska Evropljana. Tipično bi se još u opremi Gaučosa našao i dugi nož zvan fakon i bič

## Zanimljivosti
„Gaučosi“ je i popularan nadimak argentinske reprezentacije.

## Spoljašnje veze
- Confederacion Gaucha Argentina Архивирано на веб-сајту  (28. децембар 2012)
- Folklore del Norte Argentino (na španskom)
- Movimento Tradionalista Gaúcho (na portugalskom) Архивирано на веб-сајту  (18. септембар 2007)
- Página do Gaúcho (na portugalskom)
- Aldo Sessas - Gauchos

1. ↑  Мишић, Милан, ур. (2005). Енциклопедија Британика. В-Ђ. Београд: Народна књига : Политика. стр. 97. ISBN 86-331-2112-3.